# Das Goldmacherdorf
Das Goldmacherdorf ist ein 1817 erschienener Roman von Heinrich Zschokke. Er erzählt die Geschichte von Oswald, der sein Heimatdorf Goldental im Verlauf von sieben Jahren durch verschiedene Ordnungs-, Bildungs-, Modernisierungs- und Vergesellschaftungsmassnahmen aus seinem verarmten und verwahrlosten Zustand zurück zu Wohlstand und Ansehen führt.

## Entstehungs- und Publikationsgeschichte
Nicht nur mit Das Goldmacherdorf setzte sich Zschokke publizistisch und politisch für die Bildung des einfachen Volks und für die Verbesserung von dessen Lebensverhältnissen ein. Ein Anlass für das Verfassen des Romans dürfte das Jahr ohne Sommer 1816 gewesen sein, das im Folgejahr in Teilen der Schweiz zu Hungersnöten führte. Ein Vorbild für den Roman war wohl auch Johann Heinrich Pestalozzis Roman Lienhard und Gertrud.
Das Goldmacherdorf erschien zuerst in Fortsetzungen in der von Zschokke herausgegebenen Zeitschrift Der aufrichtige und wohlerfahrene Schweizer-Bote. Nach seinem Tod erschien der Roman als 28. Band der von seinem Sohn Emil Zschokke herausgegebenen Gesammelten Schriften (1851–54). Der Roman war weit über Zschokkes Lebzeiten hinaus sehr erfolgreich und wurde in mehrere Sprachen übersetzt. Der Historiker und Zschokke-Biograf Werner Ort nennt ihn ein «Grundlagenwerk der Volksaufklärung».

## Handlung
Oswald kehrt nach jahrelangem Kriegsdienst in sein Heimatdorf Goldental zurück und erkennt es kaum wieder: War es bei seinem Weggang noch wohlhabend, sind nun die meisten Bewohner arm, verwahrlost, verschuldet und machen auf ihn einen misstrauischen und streitsüchtigen Eindruck. Viele sind dem Alkohol verfallen. Die einzigen wohlhabenden Bewohner sind die Wirte, die die Gläubiger der vielen Verschuldeten und zugleich die Gemeindevorsteher sind. Die Bewohner gehen zwar «aus Gewohnheit» in die Kirche, doch der alte Pfarrer, der dort «aus Gewohnheit» predigt, hat weder Kraft noch Wille, an der Lage der Bewohner etwas zu ändern. Eine Ausnahme ist der Müller Siegfried, bei dem Oswald nun häufig zu Gast ist und dessen schöne Tochter Elsbeth sich für ihn zu interessieren scheint. Oswald nimmt den Hof seines verstorbenen Vaters in Besitz und arbeitet früh bis spät, um ihn wieder in Ordnung zu bringen. Er würde gern dem Dorf aus seiner Misere helfen, weiss aber noch nicht wie.
Als der einzige Lehrer des Dorfes nachts betrunken in einen Weiher fällt und ertrinkt, übernimmt Oswald ohne Bezahlung die Schulmeisterstelle. Er schlägt die Kinder nicht, sondern behandelt sie freundlich und liebevoll. Er achtet darauf, dass alle sauber und gekämmt zur Schule kommen, und lobt diejenigen, die sich besonders anstrengen, geht mit ihnen spazieren und erzählt ihnen Geschichten. Die meisten Kinder sind so freundliche Behandlung vom Elternhaus nicht gewöhnt und verehren ihren Lehrer sehr.
Oswald und Elsbeth wollen heiraten, doch Siegfried möchte eigentlich einen Müller als Schwiegersohn. Nach einem Gespräch Oswalds mit Elsbeths Eltern, dessen Inhalt sie niemandem verraten sollen, stimmen sie aber der Hochzeit zu. Die ungebildeten und abergläubischen Dorfbewohner werden immer misstrauischer: Wie hat Oswald es geschafft, dass das reiche Müllerpaar ihm seine Tochter zur Frau gibt? Hat er sie behext? Steckt er mit dem Teufel im Bunde? Lehrt er etwa auch die Kinder teuflische Künste? Als Elsbeths Mutter sich dann einmal verplappert und dabei herauskommt, dass Oswald mehr Geld hat, als er zugibt, steht für die Dorfbewohner fest, dass er Gold machen kann.
Immer mehr arme Goldentaler bitten ihn nun, den Teufel herbeizurufen, damit sie ihm auch ihre Seele verpfänden und den Schulden entfliehen können. Er lädt die insgesamt 32 Männer in sein Haus ein, schüttet einen Beutel Goldmünzen auf den Tisch und sagt ihnen, sie könnten noch viel mehr Gold machen, wenn sie alle ein Gelübde ablegen, sich für sieben Jahre und sieben Wochen an sieben Gebote zu halten. Dazu gehört, nicht mehr ins Wirtshaus zu gehen, nicht zu lügen und zu fluchen, keine Schulden zu machen, keinen Streit untereinander anzufangen, ihre verlotterten Höfe in Ordnung zu bringen und jeden Tag fleissig zu arbeiten. Von der Zusammenkunft und dem Gelübde sollen sie aber niemendem erzählen.
Die 32 Männer und deren Familien halten sich in der folgenden Zeit an das Gelübde und werden dadurch zu Vorbildern im Dorf, denen andere sich anschliessen. Einige Wirtshäuser gehen pleite und Oswald macht sich die Wirte zu Feinden. Doch er führt in den folgenden Jahren unermüdlich Verbesserungen ein, die allen Dorfbewohnern zugutekommen: Zuerst nimmt er das erarbeitete Geld der Bauern in Verwahrung und gründet damit eine «Ersparniskasse», die den Bauern Zinsen einbringt. Dann gründet er eine Gemeinschaftsküche, damit die Frauen weniger Zeit mit Kochen verbringen müssen und einträglicherer Arbeit nachgehen können. Als der Blitz in das Pfarrhaus einschlägt, überzeugt er viele Bewohner von der Installation von Blitzableitern. In der Nacht des Blitzeinschlags stirbt der alte Pfarrer, und dessen junger Nachfolger Roderich ist von Oswalds Neuerungseifer angesteckt und unterstützt ihn. Zusammen gründen sie einen Kindergarten, damit die Kleinsten nicht mehr unbeaufsichtigt zu Hause bleiben, wenn die Eltern bei der Feldarbeit sind.
Oswald hat seine Schulmeisterstelle inzwischen an einen Nachfolger abgegeben, der sie in seinem Sinne ausfüllt, und wird zu einem der drei Gemeindevorsteher gewählt. Erster Vorsteher ist aber der «Löwenwirt» Brenzel. Oswald deckt auf, wie Brenzel das Geld der Gemeinde in die eigene Tasche gewirtschaftet und deren Schulden vergrössert hat, während die anderen Bewohner in Armut gehalten wurden. Beim Gericht in der Stadt wird Brenzel angeklagt und muss ins Zuchthaus, Oswald wird erster Gemeindevorsteher. Er überzeugt die Bewohner, gemeinschaftliche Back- und Waschhäuser zu bauen, damit in den Wohnhäusern weniger Holz verbraucht und kleinere, effizientere Öfen eingebaut werden können. Nun kann die Gemeinde das eingesparte Holz verkaufen und damit die unter Brenzel angehäuften Schulden abtragen. Und im Keller eines nicht mehr benötigten Wirtshauses wird von allen Milchbauern des Dorfes die Milch gesammelt und daraus Butter und Käse hergestellt.
Trotz aller Modernisierungsmassnahmen und Appelle an den Gemeinsinn gibt es immer noch Armut, Faulheit und Sittenlosigkeit im Dorf, womit sich Oswald aber nicht abfinden will. Also reformiert er mit Pfarrer Roderich die Armenversorgung: Alle, die von Gemeindezuschüssen leben, ob zu Hause oder im Armenspital, werden zur Arbeit verpflichtet, durch deren Erlöse sich die Armenversorgung nach einer gewissen Zeit selbst finanzieren kann. Wer mehr arbeitet, kann sich etwas ansparen und sich so aus der Gemeindeversorgung herausarbeiten. Die Armut ist so nicht besiegt, wohl aber ihre negativen Begleiterscheinungen wie Bettelei und Diebstahl.
Oswalds nächstes grosses Projekt ist eine Flurbereinigung: Er lässt das gesamte Gemeindegebiet genau vermessen und eine grosse Karte zeichnen, damit Bauern, die mehrere verstreute Landstücke besitzen, Land miteinander tauschen können, um dann effizienter wirtschaften zu können.
Bei all diesen Massnahmen hat Oswald zunächst Mühe, die Bewohner zu überzeugen, denn oft stellt sich der positive Effekt erst später ein. Nach und nach gewinnt er aber im Dorf immer mehr Ansehen, das Dorf wird immer mehr verschönert, zieht Besucher aus der Stadt an und geniesst nun im Land einen sehr guten Ruf.
Nach sieben Jahren ruft Oswald die 32 Männer, die einst das Gelübde ablegten, wieder zu sich. Jeden einzelnen bittet er, ihm 500 Gulden in Gold zu leihen, und da alle inzwischen wohlhabend und ihm zu Dank verpflichtet sind, kommen alle zur vereinbarten Zeit mit der vereinbarten Summe. Im Lauf der Jahre ist allen klar geworden, dass sie die Goldmacherkunst, die Oswald ihnen zu lehren versprach, längst beherrschen, und dass sie nichts mit schwarzer Magie zu tun hat. Erst jetzt offenbart Oswald, dass er damals nicht als armer Soldat, sondern als Rittmeister in sein Dorf zurückkam und noch dazu von einem Prinzen, dem er in einer Schlacht das Leben rettete, als Dank einen Orden und ein jährliches Gehalt bekommt.
Kurz darauf bekommen Elsbeth und Oswald ihren ersten Sohn, und der Tag seiner Taufe wird von allen Dorfbewohnern als grosser Festtag begangen. Als Überraschung für Oswald haben sie in der Nacht zuvor alle Häuser und den Weg zur Kirche mit Blumen geschmückt und Geschenke vorbereitet. Oswald erkennt, dass seine jahrelange Arbeit durch die Dankbarkeit seiner Mitbewohner belohnt wird.